# 대한민국의 명승 (2020년대)
명승(名勝)은 국가지정유산으로, 국가유산청에서 경치가 뛰어난 지역을 대상으로 지정한다.
문화재보호법 시행규칙에 따르면 유명한 건물이나 꽃·나무·새·짐승·물고기·벌레 등의 서식지, 유명한 경승지·산악·협곡·해협·곶·심연·폭포·호수·급류 등 특색있는 하천·고원·평원·구릉·온천지 등을 “명승”으로 규정하고 있다.

## 지정 목록 (2020년대)
| 번호  | 사진 | 명칭                                                                         | 소재지                                   | 관리자 (단체) | 지정일               | 참조 |
| 116호 |      | 부안 직소폭포 일원 (扶安 直沼瀑布 一圓) (Jikso falls and surroundings, Buan) | 전북 부안군 변산면 중계리 산95-1 등      | 부안군        | 2020년 4월 20일 지정 |      |
| 117호 |      | 신안 가거도 섬등반도 (新安 可居島 섬등半島)                                  | 전라남도 신안군 가거도길 585-39 (흑산면) | -             | 2020년 9월 2일 지정  |      |
| 118호 |      | 서울 성북동 별서 (서울 城北洞 別墅)                                          | 서울특별시 성북구                        | 성북구        | 2020년 9월 2일 지정  |      |
| 119호 |      | 장흥 천관산 (長興 天冠山)                                                    | 전라남도 장흥군                          |               | 2021년 3월 8일 지정  |      |
| 120호 |      | 울주 반구천 일원 (蔚州 盤龜川 一圓)                                          | 울산광역시 울주군                        |               | 2021년 5월 4일 지정  |      |
| 121호 |      | 고흥 지죽도 금강죽봉 (高興 支竹島 金剛竹峯)                                  | 전라남도 고흥군                          |               | 2021년 6월 9일 지정  |      |
| 122호 |      | 완주 위봉폭포 일원 (完州 威鳳瀑布 一圓)                                      | 전라북도 완주군                          |               | 2021년 6월 9일 지정  |      |
| 123호 |      | 부안 우금바위 일원 (扶安 禹金바위 一圓)                                      | 전라북도 부안군                          |               | 2021년 6월 9일 지정  |      |
| 124호 |      | 칠곡 가산바위 (漆谷 架巖)                                                    | 경상북도 칠곡군                          |               | 2021년 9월 9일 지정  |      |
| -     |      | 포항 보경사 내연산 폭포 (浦項 寶鏡寺 內延山 瀑布)                            | 경상북도 포항시                          |               | 2021년 12월 3일 지정 |      |
| -     |      | 고창 병바위 일원 (高敞 壺巖 一圓)                                            | 전라북도 고창군                          |               | 2021년 12월 7일 지정 |      |
| -     |      | 삼남대로 갈재 (三南大路 葛岾)                                                | 전라남도 장성군                          |               | 2021년 12월 8일 지정 |      |
| -     |      | 삼남대로 누릿재 (三南大路 누릿岾)                                            | 전라남도 강진군                          |               | 2021년 12월 8일 지정 |      |
| -     |      | 백운산 칠족령 (白雲山 漆足嶺)                                                | 강원도 평창군                            |               | 2021년 12월 8일 지정 |      |
| -     |      | 창녕 남지 개비리 (昌寧 南旨 개비리)                                          | 경상남도 창녕군                          |               | 2021년 12월 8일 지정 |      |

## 같이 보기
- 대한민국의 국가유산
- 대한민국의 국보
- 대한민국의 보물
- 대한민국의 천연기념물
- 대한민국의 사적
- 대한민국의 국가무형문화유산
- 대한민국의 중요민속문화유산